# Matteo Ferrari (motocyklista)
Matteo Ferrari (ur. 12 lutego 1997 w Cesenie) – włoski motocyklista.

## Kariera
Urodzony w Cesenie, Ferrari odkrył pasję do wyścigów motocyklowych mając zaledwie 5 lat, to wtedy jego ojciec zabrał go na tor minimoto San Mauro, po jego pierwszym wyścigu w 2005, musiał upłynąć tylko jeden rok, żeby młody Matteo zaczął seryjnie wygrywać wiele tytułów, zdobył m.in. tytuł Mistrza Europy Minimoto (2006), mistrzostwo MiniGP 50 (2009), Honda Trophy Extreme (2010) oraz Honda Trophy RS 125GP (2011). W 2012 został mistrzem Europy kategorii Moto3, a następnie przeniósł się już do zespołu San Carlo Team Italia, który wystawia swoje motocykle w MMŚ, konkretnie kategorii Moto3. Po zapoznawczym sezonie 2013, Ferrari pozostał z teamem również na dwa kolejne sezony.

## Statystyki

### Sezony
| Sezon | Klasa | Motocykl  | Wyścigi | Wygrane | Podia | PP | Najsz. okr. | Pkt. | Msc. |
| ----- | ----- | --------- | ------- | ------- | ----- | -- | ----------- | ---- | ---- |
| 2013  | Moto3 | FTR Honda | 16      | 0       | 0     | 0  | 0           | 2    | 27   |
| 2014  | Moto3 | Mahindra  | 18      | 0       | 0     | 0  | 0           | 12   | 22   |
| 2015  | Moto3 | Mahindra  | 18      | 0       | 0     | 0  | 0           | 1    | 33   |
| Razem |       |           | 52      | 0       | 0     | 0  | 0           | 15   |      |

### Starty
| Sezon | Klasa | Motocykl  | 1       | 2       | 3       | 4      | 5       | 6      | 7      | 8      | 9      | 10      | 11     | 12      | 13      | 14      | 15      | 16      | 17      | 18     | Poz. | Pkt. |
| ----- | ----- | --------- | ------- | ------- | ------- | ------ | ------- | ------ | ------ | ------ | ------ | ------- | ------ | ------- | ------- | ------- | ------- | ------- | ------- | ------ | ---- | ---- |
| 2013  | Moto3 | FTR Honda | QAT 24  | AME 19  | SPA 21  | FRA 17 | ITA Ret | CAT 24 | NED 27 | GER 20 | IND 15 | CZE 20  | GBR 17 | RSM Ret | ARA Ret | MAL Ret | AUS DNS | JPN Ret | VAL 15  |        | 27   | 2    |
| 2014  | Moto3 | Mahindra  | QAT Ret | AME Ret | ARG Ret | SPA 25 | FRA 21  | ITA 14 | CAT 21 | NED 13 | GER 9  | IND Ret | CZE 20 | GBR 24  | RSM Ret | ARA Ret | JPN 24  | AUS 24  | MAL Ret | VAL 25 | 22   | 12   |
| 2015  | Moto3 | Mahindra  | QAT 21  | AME 15  | ARG 21  | SPA 18 | FRA NU  | ITA 24 | CAT 21 | NED 24 | GER 25 | IND 29  | CZE 21 | GBR NU  | RSM 23  | ARA     | JPN     | AUS     | MAL     | VAL    | 33   | 1    |